# Александров, Евгений Александрович (геолог)
Евгений Александрович Александров (11 сентября 1916, Черкассы, Российская империя — 2014, США) — советский и американский геолог, общественно-политический деятель, основатель и первый председатель Главного правления Конгресса русских американцев.

## Биография
Родился в семье учителей. В 1929 году семья перебралась в Киев, где отец получил должность специалиста по охране памятников искусства и старины. 
Окончил Днепропетровский горный институт, работал геологом по разведке месторождений железной руды на Курской и Кременчугской магнитных аномалиях и в Кривом Роге. 
Во время Великой Отечественной войны остался в оккупированном Киеве, где числился геологом в геологическом институте до 1943 года, когда эвакуировался при отступлении оккупантов,  работал библиотекарем и подсобным рабочим в химическом институте, в 1945 году оказался в Вюртемберге, вошедшем во французскую зону оккупации Германии. Там он служил чиновником во французской военной администрации, занимаясь «перемещёнными лицами». 
В 1950 году перебрался в США и поселился в Нью-Йорке, где учился в аспирантуре и вел исследования на геологическом отделении Колумбийского университета, при котором защитил в 1965 году докторскую диссертацию. С 1962 по 1987 год преподавал геологию в колледже Куинс Городского университета Нью-Йорка.
Участвовал в создании Российского союза беспартийных антикоммунистов и впоследствии руководил им, издавал журнал «Русский Антикоммунист». В 1972 году возглавил инициативную группу по созданию организации, которая должна была представлять граждан США русского происхождения, получившей название Конгресса русских американцев. В течение двух двухгодичных сроков избирался председателем Главного правления этой организации, а в дальнейшем был бессменным членом ее Главного правления.
Составил биографический словарь «Русские в Северной Америке». 